# Santos Nalda
José Santos Nalda Albiac (Nonaspe, 1941), es un maestro, escritor y divulgador de artes marciales español. 

## Trayectoria
Nalda se inicia en el judo en 1960 con el maestro Henri Birnbaum en el judo-club de Barcelona. Desde el año 1978 imparte clases de judo, aikido y bu-jutsu. Es cinturón negro 1º dan de judo, monitor de judo; cinturón negro de aikido 5º dan, Entrenador Nacional, autor e instructor de un método de bu-jutsu y pionero de la práctica del aikido en Aragón (España).

## Reconocimientos
Reconocido a nivel nacional e internacional por la difusión de sus enseñanzas sobre artes marciales, Nalda recibió la Medalla de plata al Mérito Deportivo por la RFEJYDA y también el Premio AFA a la difusión del Aikido (Valencia).
Colaborador en revistas españolas y extranjeras de artes marciales; ha publicado más de 40 libros sobre cuestiones relacionadas con el aikido, las artes marciales y el zen, siendo uno de los autores más prolíficos en lo que respecta al mundo del aikido. A destacar entre ellos, su Enciclopedia del Aikido, de 6 volúmenes.

## Obras
- Aikido Superior: Renraku waza - Kaeshi waza (Editorial alas)
- Artes Marciales. Escuela de Vida (Editorial alas)
- Aikido Fundamentos (Editorial alas)
- Bu jutsu. Técnicas de combate (Editorial alas)
- Buki waza. Aikido contra armas (Editorial alas)
- Enciclopedia del Aikido. T. 1º. Prog. de Cinto Blanco, Amarillo y Naranja (Editorial alas).[1]
- Enciclopedia del Aikido. T. 2º. Prog. de Cinturón Verde, Azul y Marrón (Editorial alas)
- Enciclopedia del Aikido. T. 3º. Aprender a enseñar (Editorial alas)
- Enciclopedia del Aikido. T. 4º. Prog. de Cinturón Negro (1º a 4º Dan) (Editorial alas)
- Enciclopedia del Aikido. T. 5º. Principios y actitudes de 5º Kyu a 5º Dan (Editorial alas)
- Enciclopedia del Aikido. T. 6º. Entrenamiento integral (Shin–Gi–Tai) (Editorial alas)
- Aiki ne waza (Principios del Aikido lucha en el suelo) (Editorial alas)
- Aikido Básico (Editorial alas)
- Apuntes de Aikido (Editorial alas)
- Budo, formación superior (Editorial alas)
- Los secretos del Budo (Editorial alas)
- Nito jutsu. La escuela de los dos Sables (Editorial alas)
- Iaido. “Calma en acción” (Editorial alas)
- Kyudo (Editorial alas)
- Nagi Nata. Programa completo para c. negro (Editorial alas)
- Kuatsu. El Arte de resucitar (Editorial alas)
- Judo infantil. Educación integral (Editorial alas)
- El Ki en las artes marciales (Editorial alas)
- Zen. Un camino hacia ti mismo (Editorial alas)
- ¿Tienes Miedo? (Editorial alas)
- Wa-Shin-Tai. Armonía cuerpo-mente (Editorial alas)
- Vencer sin combatir. La vida, lugar de entrenamiento (Editorial alas)
- Aikido superior (Editorial Alas)
- 2018 - Tambo-Jutsu. Editorial Alas).[2]
- 2022 - Aikido holístico. Editorial Alas.[2]

1. ↑  «Los mejores libros de Deportes de 2023 y de todos los tiempos». La Vanguardia. Consultado el 25 de marzo de 2023.
2. 1 2  «La Vanguardia. José Santos Nalda Albiac.».

- Datos: Q6121431